# Isarbrücke Mintraching/Grüneck
Der Isarbrücke Mintraching/Grüneck ist eine Verbundträgerbrücke der Staatsstraße 2053 über die Isar beim Isar-Kilometer 124,5 im Landkreis Freising. Zu der Brücke führen von Westen die Erdinger Straße in Neufahrn bei Freising und von Osten die Grünecker Straße in Hallbergmoos.

## Geschichte
Seit den 1860ern führte in Mintraching ein Holzbrücke über die Isar. Diese musste nach Hochwässern regelmäßig in Stand gesetzt werden und war zudem in den 1930ern schadhaft. Auch wäre sie für das Gewicht der Fahrzeuge der geplanten Postbuslinie nicht geeignet gewesen.  Von April 1930 an wurde daher eine Eisenbetonbrücke gebaut, die am 3. August eröffnet wurde. In der Endphase des Zweiten Weltkriegs wurde diese Brücke von sich zurückziehenden deutschen Einheiten gesprengt. Ein Neubau wurde 1953 fertiggestellt. Dieser wurde inzwischen durch eine 2009 eröffnete Stahlverbundbrücke ersetzt.